# Euphaedra normalis
Euphaedra normalis är en fjärilsart som beskrevs av Otto Staudinger. Euphaedra normalis ingår i släktet Euphaedra och familjen praktfjärilar. Inga underarter finns listade i Catalogue of Life.